# Centralna Evropa (roman)
Centralna Evropa je roman autora Vilijama T. Volmana, objavljen 2005. godine. Iste godine, knjiga je osvojila američku Nacionalnu nagradu za knjigu fikcije. Knjiga je posvećena Danilu Kišu i njegovoj knjizi Grobnica za Borisa Davidoviča.

## Sadržaj
Radnja romana se odvija u Srednjoj Evropi tokom 20. veka, uz mnoštvo raznorodnih likova – generala, mučenika, oficira, pesnika, izdajnika, umetnika i muzičara. Roman se bavi moralnim odlukama ljudi, donesenim u najtežim vremenima, i donosi perspektivu ljudskog delovanja u ratno doba. Volman je u romanu upotrebio mnoge istorijske ličnosti, npr. kompozitora Dmitrija Šostakoviča, filmskog reditelja Romana Karmena, pesnikinju Anu Ahmatovu, SS oficira Kurta Gerštajna, itd.
U pogovoru, Volman tvrdi da, premda je dosta istraživao i likovi su većinom stvarne ličnosti, ovo delo treba smatrati fikcijom. On je roman karakterisao kao „niz parabola o poznatim, ozloglašenim i anonimnim evropskim moralnim akterima u trenucima odluke”. Iako je radnja mahom istorijski tačna, ima i izmišljenih detalja i anegdota, poput ljubavnog trougla između Šostakoviča, Romana Karmena i Elene Konstantinovske.

## Reakcije
Književni dodatak Tajmsa objavio je da je Volman „izradio delo koje je kinematsko u opsegu, epsko u ambiciji i stalno uzbudljivo, i koje pokazuje da je on jedan od najvažnijih i najfascinantnijih pisaca našeg vremena”.
Kritički magazin Njujork tajmsa opisao je roman kao „najtoplije delo, njegovu [Volmanovu] verovatno najbolju knjigu ... delom roman, a delom zbirku priča, virtuozno istorijsko opsećanje i fokusiranu studiju nasilja”.

## Spoljašnje veze
- Nacionalna nagrada za knjigu fikcije – 2005 (jezik: engleski)
- Zujeći Šostakovič[мртва веза] – esej o knjizi (jezik: engleski)